# Cybaeus songniensis
Espèce
Cybaeus songniensis est une espèce d'araignées aranéomorphes de la famille des Cybaeidae.

## Distribution
Cette espèce est endémique de Corée du Sud. Elle se rencontre sur le mont Songni au Chungcheong du Nord.

## Description
Le mâle holotype mesure 4,35 mm et la femelle paratype mesure 4,98 mm.

## Étymologie
Son nom d'espèce, composé de songni et du suffixe latin -ensis, « qui vit dans, qui habite », lui a été donné en référence au lieu de sa découverte, le mont Songni.

## Publication originale
- Seo, 2016 : Seven new species of the genus Cybaeus (Araneae, Cybaeidae) from Korea. Journal of Species Research, vol. 5, no 3, p. 571-583 (texte intégral).